# Гібридний ракетний двигун

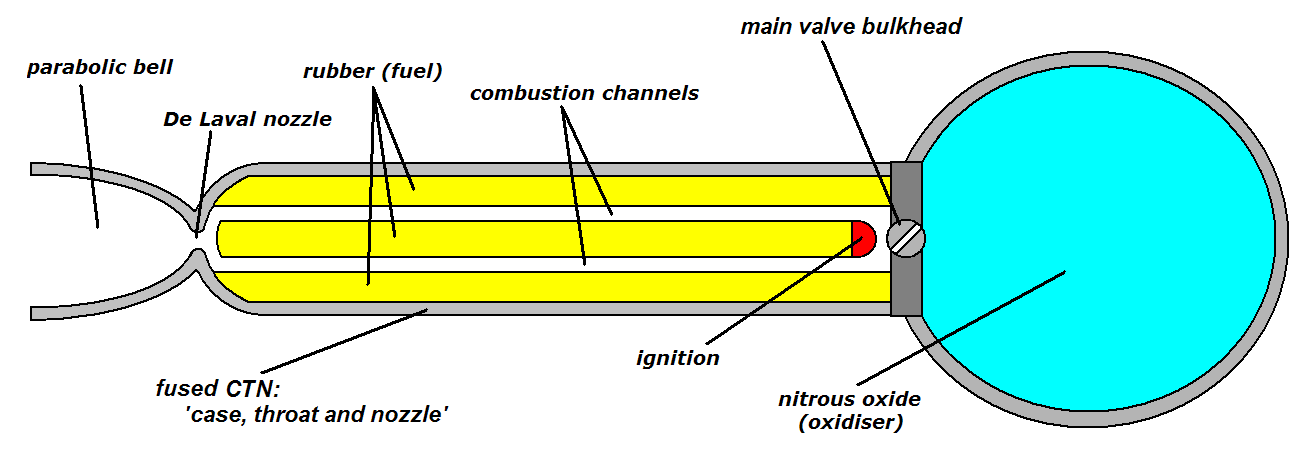
ГРД (схема 1)

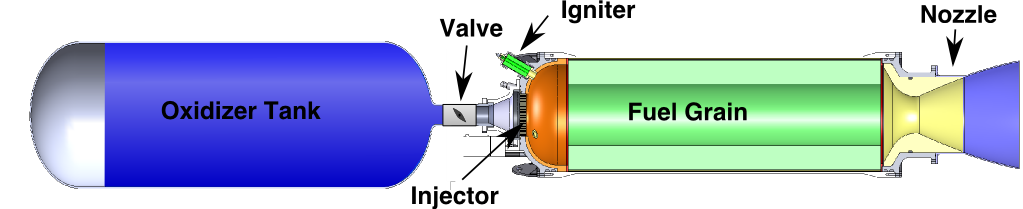
ГРД (схема 2)

Гібридний ракетний двигун (ГРД) — хімічний ракетний двигун, що використовує компоненти палива в різних агрегатних станах — рідкому і твердому. В твердому стані може перебувати як окисник, так і пальне.
Наявність твердого компонента дозволяє істотно спростити конструкцію, що робить ГРД одним з найперспективніших, надійних і простих типів ракетних двигунів. Застосовуються досить поширені окислювачі — рідкий і газоподібний кисень, закис азоту. Паливом може бути будь-яка тверда горюча речовина — ПВХ, бутилкаучук, гума, парафін тощо (заради жарту в передачі «Руйнівники міфів» запустили ракету на закисі азоту і ковбасі).
В СРСР перший політ оснащеної гібридним двигуном експериментальної крилатої ракети, спроєктованої під керівництвом С. П. Корольова у ГВРР, відбувся 23 травня 1934 року.
У Російській Федерації дослідженням і будівництвом ГРД займається Дослідницький центр імені М. В. Келдиша.
На першому приватному космічному кораблі «SpaceShipOne» компанії «Scaled Composites», що піднявся 2004 року на висоту понад 100 км, використовували саме ГРД.

## Переваги
Переваги, у порівнянні з рідинними двигунами:
- Простота конструкції (менша кількість трубопроводів і клапанів; відсутність потреби в турбонасосах для невеликих ракет — оскільки рідини значно менше, можливе використання системи продувки або самонапірних окислювачів).
- Простота в обслуговуванні (простіша інфраструктура заправки, часто не потрібна нейтралізація розливів).
- Компактність (у високомолекулярних сполук, що йдуть на паливо, висока густина).
- Можливе додавання в паливо порошку хімічно активних металів для збільшення як питомого імпульсу, так і густини.

Переваги, у порівнянні з твердопаливними двигунами:
- Теоретично вищий питомий імпульс.
- Менша вибухонебезпечність: не вибухає від тріщин у паливній шашці; паливо не чутливе до паразитного електричного заряду і не схильне до самозаймання через нагрів; ракету можна перевозити без окисника і заправляти ним на місці.
- Гнучка керованість: можливі керування тягою, зупинка і запуск (на відміну від твердого палива, горіння якого практично неможливо тимчасово зупинити).
- Екологічність: паливо й окисник часто неотруйні.

## Недоліки
Гібридні ракетні двигуни мають свої технічні проблеми:
- В міру вигоряння палива змінюється тяга, а паливо в багатьох конструкціях пронизане каналами, і тому його густина не настільки висока.
- Велика камера згоряння робить двигун нерентабельним для встановлення на великі ракети.
- Двигун схильний до «жорсткого старту», коли в камері згоряння накопичилося багато окисника і при запалюванні двигун дає за короткий час великий імпульс тяги.
- Неможливе дозаправлення (як і в твердопаливних ракет). Залежно від призначення ракети, це може бути або не бути проблемою.
- Для кермування доводиться використовувати додатковий двигун (як і в твердопаливних ракет).
- Неможливо регенеративне охолодження сопла, паливна завіса (як і в твердопаливних ракет).

Під час розробки великих гібридних орбітальних ракет існує проблема з живленням турбонасосів, які підвищують тиск окисника для досягнення високих швидкостей потоку. В рідинній ракеті для цього використовується основна паливна пара, але тверде паливо не може подаватися в двигун турбонасоса.